# Ајн Темушент (покрајина)
Ајн Темушент (арап. ولاية عين تموشنت), једна је од 48 покрајина у Народној Демократској Републици Алжир. Покрајина се налази у северозападном делу земље на ободу испод планинског венца Малог Атласа уз обалу Средоземног мора.
Покрајина Ајн Темушент покрива укупну површину од 2.377 km² и има 384.565 становника (подаци из 2008. године). Највећи град и административни центар покрајине је град Ајн Темушент.